# جون هولاند (لاعب كريكت أسترالي)
جون هولاند (29 مايو 1987 في أستراليا - ) (بالإنجليزية: Jon Holland)‏ هو لاعب كريكت أسترالي. شارك مع منتخب أستراليا الوطني للكريكت. أما مع فريق رياضي، فقد لعب مع فريق فكتوريا للكريكت وAdelaide Strikers ‏ وMelbourne Renegades ‏.

## وصلات خارجية
- جون هولاند على موقع إي آس بي آن كريك إنفو (الإنجليزية)